# DJ Hell

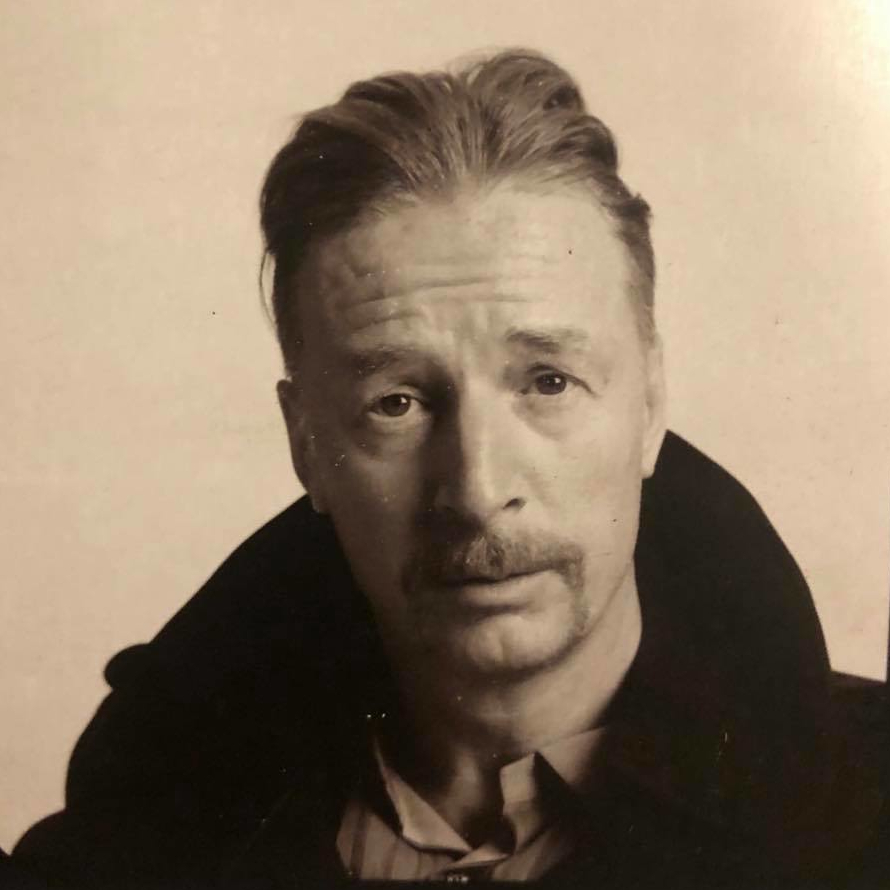
DJ Hell (2002)

DJ Hell oder auch Hell (bürgerlicher Name Helmut Josef Geier, * 6. September 1962 in Altenmarkt an der Alz) ist ein deutscher Techno-, House- und Electroclash-DJ, international tätiger Produzent und Verleger elektronischer Musik sowie Gründer und Inhaber des Plattenlabels International Deejay Gigolos.

## Leben

### 1970er und 1980er Jahre
Über seine musikalischen Anfänge erzählt DJ Hell in einem Interview mit dem Magazin The European: „Ich wurde mit der deutschen elektronischen Musik der 1960er und 1970er Jahre sozialisiert. Kommerzielle Ansprüche gab es da nicht, alles war immer ein Experimentierfeld.“
Seit 1978 war Hell als DJ tätig. Ab 1983 legte er im Club Libella in Kirchweidach, nahe seinem Heimatort Altenmarkt an der Alz auf. Das war zugleich seine erste Residency, in der er während seiner eklektischen Sets stilistisch New Wave, Ska, Punk, Rockabilly, Hip-Hop und Disco zu mischen pflegte. Weitere Stationen waren Residencies im Park Café und dem Tanzlokal Größenwahn in München, wo er als einer der ersten House-DJs in Deutschland regelmäßig auf House-Partys auflegte, 1987 dort die erste Acid-House-Party organisierte und 1987 im Größenwahn für Run-D.M.C. auf deren Aftershow-Party auflegte. Ende der 1980er Jahre hatte er seinen Stil manifestiert und demonstrierte ihn in diversen Münchner Clubs und Hallen von New Wave, EBM, Electro und Hip-Hop in Richtung House und Techno.

### 1990er Jahre
Anfang der 1990er Jahre war DJ Hell Resident-DJ in Deutschlands erstem Afterhour-Club Babalu Club in München. Ab 1991 war Hell am Entstehen von Peter Wachas Label Disko B und bis 1996 maßgeblich als A&R-Manager beteiligt. Die erste Veröffentlichung des Labels 1991, Silicone Souls Track Who Needs Sleep Tonight, war von Hell lizenziert worden, und die B-Seite ist ein Remix von DJ Hell (The DJ G. Hell Remix).
Seine erste selbstproduzierte Single (My Definition of House Music, auf R&S Records) wurde 1992 mit über 100.000 verkauften Einheiten ein Club-Hit und ordnet DJ Hell somit der ersten Generation von Techno-DJs zu, die selbst auch Platten veröffentlichten.
Während seiner Zeit bei Disko B und noch bis 1997 war DJ Hell zudem Resident-DJ im Münchner Techno-Club Ultraschall auf dem Gelände des ehemaligen Flughafens München-Riem und später im Kunstpark Ost. Weitere DJ-Residencies in den 1990er Jahren hatte DJ Hell im Berliner E-Werk und im WMF, ab 1992 auch im Tresor sowie im neuen Jahrtausend im Berliner Watergate.
Parallel zu seiner Arbeit als A&R in München wurde DJ Hell 1992 auch A&R-Manager bei dem Label Logic Records in Frankfurt am Main, für das er im selben Jahr die weltweit erste Trance-Compilation Logic Trance kompilierte.
1993 lebte er für ein Jahr in New York, wo er als Resident-DJ mit Jeff Mills im Limelight gebucht war. 1994 zog DJ Hell nach Berlin und arbeitete für den Plattenladen Hard Wax. Im Jahr 1994 erschien auf Disko B Hells Debütalbum Geteert & gefedert. Im Jahr darauf kehrte er nach Bayern zurück. Als einziger deutscher DJ wurde Hell 1995 zu einer John-Peel-Session mit Radio-Interview in London eingeladen. Die Session wurde im selben Jahr auf Disko B veröffentlicht.
Neben seiner Arbeit als DJ und Produzent gründete er 1996 das Label International Deejay Gigolos in München, für das er vom ersten Tag an als Mastermind, A&R und Art Director tätig war. Als DJ und Veranstalter kuratierte DJ Hell parallel zu den Label-Aktivitäten über 40 Bavarian Gigolo Nights mit internationalen DJs und Live Bands in diversen Münchner Clubs.
Während dieser Periode in den späten 1990ern befeuerten zahlreiche Veröffentlichungen auf International Deejay Gigolos nennenswert das 1980er-Jahre-Revival in der deutschen und internationalen Clubszene und machten DJ Hell zu einem Miterfinder des Subgenres Electroclash. Auf International Deejay Gigolos veröffentlichten u. a. bekannte Größen der internationalen Techno-, House- und Electroszene wie Jeff Mills, Miss Kittin & The Hacker, Dave Clarke, Tiga, Fischerspooner, Dopplereffekt, Vitalic, Bobby Konders, KLF, Tuxedomoon und Laurent Garnier. Fischerspooner wurden von DJ Hell entdeckt und veröffentlichten ihr Debüt auf International Deejay Gigolos. Stilistisch fokussierte sich International Deejay Gigolos neben Electroclash auch auf die Genres Electro, EBM, elektronischem Avantgarde House, Tech-House und Techno, mit Einflüssen von 1980er Jahre Pop und Disco. In den 20 Jahren von 1996 bis 2016 veröffentlichte Hell als A&R über 300 Singles und Alben auf dem Label.
Im Jahr 1998 erschien Hells zweites Album Munich Machine auf Disko B und V2 Records. Laut dem britischen Guardian war Munich Machine ein wichtiges Album, welches die Entwicklung von Electroclash katalysierte. Die Zeitschrift De:Bug schrieb 2000: „Die Munich Machine wirkt wie das Ergebnis einer dynamischen Gruppenarbeit von Münchnern, die sich auf ihre Clubsituation eingelassen haben, die mit ihr zu arbeiten wissen. An allen Enden wird hier gewerkt und manchmal hat man den Eindruck, DJ Hell versucht in einer Megamix-ähnlichen Art über sich hinaus wachsen zu wollen. Besonders deutlich wird dies, wenn er wirklich verschiedene Quellen miteinander vermischt.“
1999 verklagte Arnold Schwarzenegger International Deejay Gigolos, weil Schwarzeneggers Konterfei im Firmenlogo verwendet wurde. Hell musste den Verkauf aller Schallplatten mit dem Logo stoppen, zudem 150.000 Euro Strafe zahlen.

### 2000er Jahre
Von 2000 bis 2003 betrieb er die Villa Traunstein, zugleich Diskothek und Nachtclub, im bayerischen Traunstein und zeichnete für deren profiliertes internationales DJ-Booking verantwortlich. So traten in der Villa Traunstein u. a. WestBam, Sven Väth und Jeff Mills auf.
2003 lebte DJ Hell zum zweiten Mal in New York und produzierte dort auch sein drittes Studioalbum NY Muscle, auf dem er u. a. mit Alan Vega, Erlend Øye, James Murphy und der Sängerin Billie Ray Martin kollaborierte. Die Website allmusic.com schrieb über NY Muscle: „This is the sound of nighttime New York City from the outsider perspective of an infamous German named Hell, and it's dark, dark, debauched fun.“ / „Dies ist der Sound New Yorks bei Nacht, aus der Perspektive eines berühmt-berüchtigten Deutschen namens Hell — ein dunkler, dunkler, zügellos-ausschweifender Spaß.“
Seit 2005 wohnte Geier abwechselnd in München und Berlin. Ebenso verlegte er das Büro des Labels nach Berlin. Ab den frühen 2010er Jahren lebte Hell wieder vorwiegend in München und in seinem Heimatort Altenmarkt am Chiemsee.
Von 2007 bis 2010 wurde DJ Hell musikalischer Koordinator bei dem Berliner Modedesigner Michael Michalsky, für den er in dieser Zeit regelmäßig die Musik für dessen Modenschauen produzierte. Außerdem legte er auf den Aftershow-Partys von Michael Michalskys StyleNite während der Berlin Fashion Week auf. Musik für Modenschauen von u. a. Hugo Boss, Raf Simons, Patrick Mohr, Dirk Schönberger und Donatella Versace produzierte DJ Hell aber bereits seit Mitte der 1990er Jahre, als er erstmals von dem Modedesigner Kostas Murkudis gebeten wurde, in Berlin eine seiner Modenschauen mit Musik zu bespielen.
Punktuell kollaborierte DJ Hell auch als Namensgeber bzw. Designer mit namhaften Modelabels. So entstanden Unterhosen für Wendy & Jim, Frauen-Slips für Agent Provocateur, CD-Cases für Magma und eine Brille für Freudenhaus. Karl Lagerfeld fotografierte DJ Hell im Jahr 2004 für das V Magazine. Die Fotos wurden anschließend in einer Berliner Galerie ausgestellt. Über seine Affinität zur Mode sagte DJ Hell (in Spex #316/2008, S. 95f): „In England gehören Fashion und Musik schon seit Jahrzehnten zusammen. In Deutschland neigt man hingegen dazu, einem Musiker Kompetenz abzusprechen, wenn er sich auch über die Oberfläche, also das Sichtbare, definiert. Man muss nur an David Bowie auf der männlichen und Grace Jones auf der weiblichen Seite denken, und es wird klar, wie unglaublich fruchtbar eine Liaison von Fashion und Musik sein kann.“
Als DJ tourte Hell durch Städte in allen Teilen der Welt und wurde immer wieder als Headliner internationaler Festivals gebucht, darunter die Loveparade und der Mayday in Berlin, das Fuji Rock Festival und Wire in Tokio, das Montreux Jazz Festival sowie das Time Warp Festival in Mannheim. Als erster Techno-DJ legte Hell 1997 an der Universität von Havanna auf. Der Auftritt wurde von einem deutschen Filmteam unter der Regie von Torsten Schulz gefilmt und 2000 im Kino gezeigt. Auch der deutsche Filmregisseur Romuald Karmakar drehte 2002 ein Kapitel seines Films „196 BPM“ über einen Auftritt Hells im WMF.
Das Style-Magazin GQ kürte DJ Hell 2003 zum „Man of the Year“ in der Kategorie Musik.
2009 veröffentlichte Hell das Album Teufelswerk, das mit Bryan Ferry, Peter Kruder, P.Diddy, Roberto Di Gioia, Mijk van Dijk, Christian Prommer, Billie Ray Martin und anderen abermals mehrere internationale Gaststars auflistete. Das Doppelalbum ist konzeptuell in eine „Day“- und eine „Night“-Hälfte geteilt und stieg in die Top 50 der deutschen Media Control Charts ein.
Hell im Interview mit Resident Advisor: „Ich habe auf eine neue Art und Weise Kosmische Musik produziert. Da komme ich her. Ich bin mit diesen frühen Pionieren deutscher elektronischer Musik aufgewachsen, und deshalb bin auch ich dieses Mal in diese Richtung gegangen, die oft als Deutsche elektronische Avantgarde oder einfach nur Psychedelische Musik bezeichnet wird. Ich ging zurück in die 1970er und versuchte meine eigene Version dieser Musik zu machen.“
The Guardian schrieb 2009 über Teufelswerk: „Zu viert, mit Hell als Kapellmeister sowie Kruder, Prommer und Roberto di Gioia als Musikanten an Synthesizern, akustischen Gitarren und ‘Rhythmusmaschinen’, durchstreifen sie musikalisch Europa, verorten sie die hellseherischen Energielinien, die Kraftwerks Düsseldorf und Jean Michel Jarres imaginäres, futuristisches Paris, Pink Floyd im UFO-Club 1966 und das Café Del Mar des Jahres 1987, die dunkel wummernden Dubstep-Nächte des modernen Berlins und nicht zuletzt das progressive Italien Goblins der 1970er Jahre miteinander verbinden.“
DJ Hell unterstützt seit 2009 mit diversen DJ- und TV-Auftritten die feministische ukrainische Aktionsgruppe Femen.
Privat unterstützt der bekennende Fan des FC Bayern München als Trikotsponsor den TSV Altenmarkt, den Fußballverein seines Heimatortes. Anders als vielfach kolportiert, besitzt er keine professionelle Trainerlizenz. Zur FIFA Fußball-WM 2006 wurde Hell als DJ der Eröffnungsfeier im Berliner Olympiastadion gebucht, allerdings wurde die Veranstaltung kurzfristig von der FIFA abgesagt.

### 2010er Jahre
2013 hielt sich DJ Hells Remix von Tim Deluxes Track Transformation neun Wochen auf der Nummer 1 Position der Beatport-Techno-Charts.
Im selben Jahr legte DJ Hell anlässlich des 1. Geburtstags eine Stunde live bei Boiler Room TV auf. Eine Aufnahme dieser Session wurde bei Youtube inzwischen fast 970.000 mal abgespielt (Stand: Juli 2024).
Der Countertenor und New-Wave-Sänger Klaus Nomi interpretierte die Originalkomposition Henry Purcells aus der Oper King Arthur 1982 als frühen Hybriden von elektronischer und klassischer Musik. DJ Hell, der Klaus Nomi seit seiner Anfangszeit als DJ bewundert und immer wieder auch aufgelegt hat, kaufte die Rechte an der Originalkomposition und veröffentlichte seine neu bearbeitete Version des Songs 2014 als Single auf International Deejay Gigolos.
2015 hielt DJ Hell gemeinsam mit Sascha Arnold in der Architektenkammer München einen Vortrag mit Bildpräsentation über Clubarchitektur und -kultur in München während der 1970er und 1980er Jahre. Im selben Jahr drehte Electronic Beats by Telekom eine Slices-Dokumentation über DJ Hell.
Für das Design Hotel Flushing Meadows in München gestaltete DJ Hell im Jahr 2015 eins von elf Hotelzimmern im dritten Stockwerk. Der Raum ist komplett in schwarzer Farbe gestaltet und beherbergt als Designelement eine lebensgroße Band aus metallenen Skeletten an Keyboard, E-Gitarre und Mikroständer über dem Bett.
Für die Winterkollektion 2015/16 des heute in Barcelona lebenden und arbeitenden Modedesigner Boris Bidjan Saberi produzierte DJ Hell 2015 die Musik, die in einem offiziellen Werbevideo Saberis auch zu hören ist.
Im Frühjahr 2017 erschien DJ Hells fünftes Album Zukunftsmusik . Es wurde wie sein acht Jahre zuvor herausgekommenes Studioalbum Teufelswerk  co-produziert von Peter Kruder in Wien. An Heiligabend 2016 erschien mit I Want U  die erste Single-Auskopplung aus dem Album. Das dazugehörige, von Hell produzierte Video zeigt animierte Original-Gay-Comic-Artworks des 1991 verstorbenen finnischen Künstlers Tom of Finland, der mit homoerotischen Zeichnungen von maskulinen Männern internationale Berühmtheit erlangte. Die Pressefotos für das Album machte der US-Fotograf Greg Gorman in seinem Haus in Los Angeles. Auch der deutsche Fotograf Sven Marquardt ist mit diversen Fotografien an DJ-Hell-Covern von International Deejay Gigolos beteiligt.
DJ Hell über Zukunftsmusik: „Dieses Album ist zum Großteil als Hommage an die Gay-Kultur zu verstehen, die mit Disco, House, Frankie Goes to Hollywood und Techno als Nukleus der Clubkultur anzusehen ist. Die Clubkultur, wie wir sie heute kennen, basiert im Kern auf der Gay-House-Kultur, die dj Ron hardy im Chicagoer Warehouse erfand und von Larry levan in der New Yorker Paradise Garage parallel weiterführte.“
In Gerrit Starczewskis Ruhrpott-Roadmovie Pottoriginale  verkörperte DJ Hell 2017 einen Auftragskiller. Die Fortsetzung des Films, in dem DJ Hell den Schlagersänger Helmut spielt, erschien im September 2022 unter dem Titel Pottoriginale: Glanz, Gesocks & Gloria.
Bei den Internationalen Kurzfilmtagen Oberhausen des Jahres 2017 belegte DJ Hells Video I Want U den zweiten Platz des „MuVi-Preises“. Die Jury urteilte über das 4-Minuten-Video: „Eine schöne Zusammenarbeit, die sowohl die Musik von DJ Hell als auch die Bilder von Tom of Finland auf eine gemeinsame und höhere Ebene hebt. Komisch, sexy und intelligent im Umgang mit seinem grafischen Material, baut I Want U auf ein Konzept, das souverän durchgehalten wird. Der Film ist einfach, aber nicht repetitiv, und nutzt die Variationen in der Musik als Antrieb für die Bilder. Voller Anspielungen auf die Geschichte des Musikvideos, ist dies ein origineller Blick auf einen vielgeliebten Teil des subversiven Kanons.“
Für Balenciaga Paris produzierte DJ Hell einen DJ-Mix für diverse 3D-Art-Videos: Balenciaga Loop 05 – Nightlife und Balenciaga Loop 06 – After Hours. Zudem spielte er auf den Aftershowpartys 2017 & 2018.
Das eigene Parfum – Helmut Josef Geier – wurde 2018 released, und zwar unter den Namen DJ Hell „Techno“. Präsentiert wurde es im Berlin Soho House Store. „Mein erstes Parfum basiert vor allem auf Weihrauch-Komponenten. Seine Frische bekommt es durch Citrus-Elemente und erdige Komponenten. Alle Zutaten kann ich nicht verraten, aber Kirchen waren ja wie Clubs auch immer Treffpunkte für Gläubige. Ich verstehe Club Music und Club Culture als Glauben, also eine eigene Religion.“
Zum Film „Yung“, den der Schauspieler und Regisseur Henning Gronkowski 2019 drehte, komponierte DJ Hell den Soundtrack. „Der Film“, so DJ Hell in einem Interview mit der Frankfurter Rundschau, „porträtiert tägliche Leben der Mädchen im Berliner Partydschungel, ungeschminkt, direkt und einfühlsam.“ Released wurde der Soundtrack auf Hells neuem Output The DJ Hell Experience. Bei den Münchner Filmtagen 2019 hatte der Film seine Weltpremiere.
In der Late-Night-Show Ringlstetter (BR) war DJ Hell im September 2018 zu Gast bei Hannes Ringlstetter.

### 2020er Jahre
2020 gründete DJ Hell ein neues Label namens The DJ Hell Experience. Für den Vertrieb zuständig ist der Hamburger Distributor wordandsound. Zum ersten Album, das unter dem neuen Label erschien, House Music Box, steuerte der Künstler Jonathan Meese ein Bild für das Cover bei. Die Zeitschrift für elektronische Musik FAZEMAG kürte House Music Box zum „Album des Jahres 2020“. Beim ersten Video des Albums kommt ein Hell Avatar zum Einsatz, der zukünftig auch bei Festivals und Shows benutzt werden soll. Eine weitere Kooperation mit Meese ist das Album Meese X Hell – Hab keine Angst, hab keine Angst, ich bin deine Angst, das im März 2021 beim Hamburg Independent-Label Buback veröffentlicht wurde. Auch hier gestaltete Meese in Kooperation mit dem Buback-Inhaber, dem Künstler Daniel Richter, das Artwork. Für die limitierte Auflage steuerte Richter ein Kunstbuch bei.
Zum Buch Mensch – Maschinen – Musik. Das Gesamtkunstwerk Kraftwerk, herausgegeben von Uwe Schütte (Erscheinungstermin 2021), hat DJ Hell ein ausführliches persönliches Vorwort geschrieben.
Im März 2021 wurde Soft Cell – Tainted Love Remix 2021 auf Cleopatra Records in den USA veröffentlicht.
Bei der Ausstellung „Nachts. Clubkultur in München“, die das Münchner Stadtmuseum von Juli 2021 bis Mai 2022 zeigt, spielt DJ Hell eine maßgebliche Rolle – für die Schau will er dem Museum seine Plattensammlung zur Verfügung stellen. Die kulturhistorische Ausstellung widmet sich in Form eines nächtlichen Streifzugs der Ausgeh- und Clubkultur Münchens von der Nachkriegszeit bis in die Gegenwart.
DJ Hell gehört zu den DFB-Botschaftern für die Fußball-Europameisterschaft 2024 in Deutschland.
DJ Hell ist designierter Kurator des im Entstehen begriffenen Museum of Modern Electronic Music (MOMEM) in Frankfurt am Main.

## Diskografie

### Produktionen
| Titel                                       | Unter                                     | Typ                 | Label                                    | Veröffentlichung |
| ------------------------------------------- | ----------------------------------------- | ------------------- | ---------------------------------------- | ---------------- |
| My Definition of House Music                | DJ Hell                                   | 12"                 | R&S Records                              | 1992             |
| Red Bull from Hell                          | DJ Hell                                   | EP 12"              | Vortex / Disko B                         | 1993             |
| Ultraworld Vol. 1                           | DJ Hell & Electric Indigo                 | EP 12"              | Disko B                                  | 1993             |
| Sprung aus den Wolken                       | DJ Hell                                   | 12"                 | Disko B                                  | 1993             |
| Futureshock                                 | DJ Hell                                   | 12"                 | Disko B                                  | 1993             |
| Sprung aus den Wolken / Buttersäure         | DJ Hell                                   | 12"                 | Kickin Records                           | 1993             |
| Three Degrees Kelvin / Like That            | DJ Hell                                   | 12"                 | Magnetic North                           | 1993             |
| Geteert & gefedert                          | Hell                                      | Doppel-LP / CD      | Disko B                                  | 1994             |
| Hell, ärgere dich nicht                     | DJ Hell, Remixes Jeff Mills / Dave Clarke | 12"                 | Disko B                                  | 1994             |
| Like That / 3 Kelvin                        | DJ Hell                                   | 12"                 | Magnetic North                           | 1994             |
| Albino                                      | DJ Hell                                   | EP 12"              | Disko B                                  | 1995             |
| EP No. 1                                    | Hell & Jonzon                             | 12"                 | Disko B                                  | 1995             |
| Original Street Techno                      | DJ Hell                                   | 12"                 | Disko B                                  | 1995             |
| Totmacher                                   | Hell                                      | 12"                 | Disko B                                  | 1996             |
| Totmacher Interpretationen                  | Hell                                      | 12"                 | Disko B                                  | 1996             |
| Ur Regis                                    | Baby Ford                                 | 12"                 | Disko B                                  | 1996             |
| Diese Momente werden nicht verloren sein    | DJ Hell                                   | 12"                 | Sativae                                  | 1997             |
| Take a Shot                                 | DJ Hell & Richard Bartz                   | 12"                 | Kurbel                                   | 1997             |
| Suicide Commando                            | Hell                                      | 12" / CD Single     | Disko B/V2                               | 1998             |
| Suicide Commando Remixed                    | Hell                                      | 12"                 | Disko B/V2                               | 1998             |
| Munich Machine                              | Hell                                      | 2 × 12" / CD        | Disko B/V2                               | 1998             |
| Warm Leatherette                            | Chicks on Speed & Hell                    | 7"                  | Go Records                               | 1998             |
| Copa                                        | Hell                                      | 12" / CD Single     | Disko B/V2                               | 1999             |
| Copa Remixed                                | Hell                                      | 12" / CD Single     | Disko B/V2                               | 1999             |
| This Is for You Remixed                     | Hell                                      | 12"                 | Disko B                                  | 1999             |
| Rock My Body to the Beat                    | Hell & Richard Bartz                      | 12"                 | International Deejay Gigolos             | 1999             |
| Repassion                                   | Hell                                      | 12" Promo only      | International Deejay Gigolos             | 1999             |
| Presence / Eat More House Baby              | Hell                                      | 12"                 | Rewind The Classics                      | 2000             |
| N. Y. Muscle                                | Hell                                      | Dreifach-12" / CD   | International Deejay Gigolos / Universal | 2003             |
| Keep on Waiting                             | Hell feat. Erlend Øye                     | 12" / CD Single     | International Deejay Gigolos             | 2004             |
| Listen to the Hiss                          | Hell                                      | 2 × 12"             | International Deejay Gigolos             | 2004             |
| P. D. D.                                    | Hell & Heil                               |                     | JH Limited 02                            | 2004             |
| Hell Presents My Definition of House Part 1 | Hell                                      | 12"                 | International Deejay Gigolos             | 2005             |
| Let No Man Jack                             | Hell                                      | 12"                 | International Deejay Gigolos             | 2005             |
| RA.EX158 DJ Hell                            | DJ Hell                                   | Online-Release / CD | Resident Advisor                         | 2013             |
| House Music Box (Past Present No Future)    | DJ Hell                                   | Online-Release / CD | The DJ Hell Experience                   | 2020             |
| Remixe                                      |                                           |                     |                                          |                  |
| Hell Presents My Definition of House Part 2 | Hell                                      | 12"                 | International Deejay Gigolos             | 2005             |
| Je Regrette Everything                      | Hell feat. Billy Ray Martin               | 12" / CD Single     | International Deejay Gigolos             | 2005             |
| Größenwahn 1992–2005                        | Hell                                      | Doppel-CD           | International Deejay Gigolos             | 2005             |
| Final Countdown                             | Hell                                      | 12"                 | International Deejay Gigolos             | 2005             |
| Tragic Picture Show                         | Hell                                      | 7"                  | International Deejay Gigolos             | 2005             |
| Hell Presents My Definition of House Part 3 | Hell                                      | 12"                 | International Deejay Gigolos             | 2005             |
| German Bodymachine                          | Hell & Anthony Rother                     | 12"                 | Datapunk                                 | 2006             |
| Fun Boy 3                                   | Hell                                      | 12"                 | International Deejay Gigolos             | 2006             |
| Teufelswerk                                 | Hell                                      | Doppel-CD und 12"   | International Deejay Gigolos             | 2009             |
| Fukushima                                   | Hell                                      | Online-Release      | International Deejay Gigolos             | 2011             |
| Teufelswerk House Remixes                   | Hell                                      | Online-Release / CD | Embassy of Music                         | 2011             |
| Teufelswerk House Remixes Part 2            | Hell                                      | Online-Release / CD | Embassy of Music                         | 2012             |
| Zukunftsmusik                               | DJ Hell                                   | Online-Release / CD | International Deejay Gigolos             | 2017             |

### Remixe
| Von Interpret           | Titel                      | Unter         | Typ             | Label                        | Veröffentlichung |
| ----------------------- | -------------------------- | ------------- | --------------- | ---------------------------- | ---------------- |
| Silicon Soul            | Who needs Sleep Tonight    | Hell Remix    | 12"             | Disko B                      | 1990             |
| Shugar Up!              | Is That All There Is       | DJ Hell Remix | 12"             | Disko B                      | 1991             |
| Ya Ya’s                 | The Looove                 | DJ Hell Remix | 12"             | Ariola Germany               | 1991             |
| Silicon Dream           | Wanna Make Love            | DJ Hell Remix | 7" / CD Single  | Ariola Germany               | 1991             |
| On Vision               | Why Don’t You Love Me      | DJ Hell Remix | 12"             | Logic Records                | 1992             |
| Microglobe              | Afro Cuvo                  | DJ Hell Remix | 12"             | MFS                          | 1995             |
| Dave Clarke             | 4 Seasons-Summer           | DJ Hell Remix | 2 × 12"         | ACV                          | 1995             |
| Sven Väth, Astral Pilot | Into My Brain              | DJ Hell Remix | 12"             | Harthouse                    | 1995             |
| Air Liquide             | Tanz der Lemminge          | Hell Remix    | 12"             | SM:)E                        | 1995             |
| Jeff Mills              | Purpose Maker              | Hell Remix    | 12"             | Purpose Maker                | 1996             |
| Laurent Garnier         | The Hoe                    | DJ Hell Remix | 12"             | F Communications             | 1996             |
| Equinox                 | Pulsar                     | DJ Hell Remix | 12"             | Synewave                     | 1996             |
| Gary Numan              | Dans Le Parc               | DJ Hell Remix | 12"             | B. Banquet                   | 1997             |
| Dr. Motte               | Patrick der Hut            | DJ Hell Remix | 12"             | Space Teddy                  | 1997             |
| Christopher Just        | I’m A Disco Dancer         | DJ Hell Remix | 12"             | International Deejay Gigolos | 1997             |
| Laurent Garnier         | Crispy Bacon               | DJ Hel Remix  | 12" / CD Single | F Communications             | 1997             |
| Euphorythm              | Patrick                    | DJ Hell Remix | 12" / CD Single | Space Teddy                  | 1997             |
| Sluts N’ Strings        | Past The Gates             | DJ Hell Remix | 12"             | Cheap                        | 1998             |
| Sven Väth               | Pathfinder                 | Hell Remix    | 12"             | Cheap                        | 2000             |
| P. Diddy                | Let’s Get Ill              | DJ Hell Remix | 12"             | International Deejay Gigolos | 2003             |
| Princess Superstar      | Do It Like A Robot         | DJ Hell Remix | 12"             | Stud!o K7                    | 2003             |
| Justice vs. Simian      | Never Be Alone             | DJ Hell Remix | 12"             | International Deejay Gigolos | 2004             |
| Johannes Heil           | Paranoid Dancer            | DJ Hell Remix | 12"             | Kanzleramt Records           | 2004             |
| Pet Shop Boys           | Flamboyant                 | DJ Hell Remix | 12"             | Virgin France                | 2004             |
| Pet Shop Boys           | West End Girl              | DJ Hell Remix | 12"             | Picolo                       | 2004             |
| Grace Jones & Hell      | I’ve Seen That Face Before | Hell Remix    | 12"             | International Deejay Gigolos | 2006             |
| Dave Clarke             | Dirtbox                    | DJ Hell Remix | 12"             | Skint Records                | 2005             |
| Chelonis R. Jones       | Dear In The Headlights     | DJ Hell Remix | 12"             | Get Physical Music           | 2006             |
| Fisherspooner           | We Need A War              | DJ Hell Remix | 12"             | International Deejay Gigolos | 2006             |
| Felix da Housecat       | I’ll House U               | DJ Hell Remix | 12"             | International Deejay Gigolos | 2006             |
| Human Resource          | Dominator                  | DJ Hell Remix | 12"             | International Deejay Gigolos | 2007             |
| Tocotronic              | Macht es nicht selbst      | Hell Remix    | 12"             | Vertigo                      | 2010             |
| Peaches                 | Lose you                   | Hell Remix    | 12"             | International Deejay Gigolos | 2010             |
| Kompilationen           |                            |               |                 |                              |                  |
| Marina and the Diamonds | I’m not a Robot            | Hell Remix    | 12"             | International Deejay Gigolos | 2010             |
| Christian Prommer       | Sueno Latino               | Hell Remix    | 12"             | International Deejay Gigolos | 2010             |
| Fagget Fairys           | Feed the horse             | Hell Remix    | 12"             | International Deejay Gigolos | 2010             |
| Prommer & Barck         | The Barking Grizzle        | Hell Remix    | 12"             | International Deejay Gigolos | 2011             |
| Gilla                   | Der Strom der Zeit         | Hell Remix    | 12"             | International Deejay Gigolos | 2011             |
| Deichkind               | Richtig Gutes Zeug         | DJ Hell Remix | 12"             | Sultan Günther Music         | 2019             |

### Kompilationen
| Unter / Titel                | Titel / Untertitel               | Label                        | Veröffentlichung |
| ---------------------------- | -------------------------------- | ---------------------------- | ---------------- |
| DJ Hell Presents             | Logic Trance Vol. 1              | Logic Records                | 1992             |
| DJ Hell Presents             | X-Mix 5 – Wildstyle              | Stud!o K7                    | 1995             |
| International Deejay Gigolos | CD One                           | International Deejay Gigolos | 1997             |
| International Deejay Gigolos | CD Two                           | International Deejay Gigolos | 1998             |
| International Deejay Gigolos | CD Three                         | International Deejay Gigolos | 1999             |
| DJ 750                       | Hell In The Mix                  | Sony Music                   | 1999             |
| Fuse Presents                | Hell Music                       | Main Records                 | 2000             |
| International Deejay Gigolos | CD Four                          | International Deejay Gigolos | 2000             |
| International Deejay Gigolos | CD Five                          | International Deejay Gigolos | 2001             |
| Electronic Body House Music  | DJ Hell                          | React                        | 2002             |
| International Deejay Gigolos | CD Six                           | International Deejay Gigolos | 2002             |
| International Deejay Gigolos | CD Seven                         | International Deejay Gigolos | 2003             |
| DJ Hell Presents             | The Japanese Gigolo Inferno      | Music Mine Inc.              | 2003             |
| New Deutsch                  | Compiled By DJ Hell & Thomas Bar | International Deejay Gigolos | 2003             |
| I Like It                    | 5 Tracks Compiled By DJ Hell     | Compost Records              | 2003             |
| Playboy 50                   | Mix By DJ Hell                   | Cosmopop                     | 2004             |
| Deejay Gigolos               | CD Eight                         | International Deejay Gigolos | 2004             |
| Time Warp Compilation        | Acid Rocks By DJ Hell            | Cosmopop                     | 2004             |
| International Deejay Gigolos | CD Nine                          | International Deejay Gigolos | 2006             |
| Misch Masch                  | DJ Hell                          | Four Music                   | 2006             |
| International Deejay Gigolos | CD Ten                           | International Deejay Gigolos | 2007             |
| Body Language Vol. 9         | DJ Hell                          | Get Physical Music           | 2010             |
| International Deejay Gigolos | CD Twelve                        | International Deejay Gigolos | 2010             |
| Stereo Deluxe Rec.           | Coming Home mixed by DJ Hell     | Stereo Deluxe Rec.           | 2011             |

### Videos
| Titel                  | Untertitel          | Veröffentlichung | Eigene Produktion |
| ---------------------- | ------------------- | ---------------- | ----------------- |
| Eat My House Baby      |                     | 1995             | Nein              |
| X-Mix                  | Wild Style          | 1995             | Nein              |
| Christopher Just       | I’m A Disco Dancer  | 1997             | Ja                |
| Suicide Commando       |                     | 1999             | Nein              |
| Copa                   |                     | 1999             | Nein              |
| Tiga & Zyntherius      | Sunglasses At Night | 2002             | Ja                |
| Hell                   | Keep On Waiting     | 2003             | Ja                |
| Keep On Waiting        |                     | 2003             | Nein              |
| Listen To The His      |                     | 2004             | Nein              |
| Je Regrette Everything |                     | 2005             | Nein              |
| Freak Show DVD         |                     | 2005             | Nein              |

## Filme
- 1996: Musik ist Trumpf – Über die Gewalt des Zusammenhangs (Trigon Film, Dokumentarfilm von Alfred Hackensberger und Thomas Röschner)
- 2002: 196 bpm – Die Nacht der Raver (Pantera Film, Partyfilm von Romuald Karmakar)
- 2005: Durch die Nacht mit…mit Bai Ling und DJ Hell (ARTE, Dokumentation von Hasko Baumann)
- 2005: Freak Show (International DJ Gigolo Records, Regie: Angelika Leppert, Produktion: DJ Hell)
- 2006: Fürst Nachtleben – DJ Hell (Bayerischer Rundfunk, Buch und Regie: Hilde Bechert)

## Auszeichnungen
- 2001: Most successful national A&R, Dance Music Award
- 2003: Man of the Year, GQ Magazine, Kategorie Musik
- 2004: Best DJ, Music and Machine Award, Berlin
- 2007: Best Techno DJ Nominierung, DJ Awards
- 2008: Best Techno DJ Nominierung, DJ Awards
- 2009: Best German Act, Nominierung für den Echo, Berlin
- 2009: Best German Album, Nominierung für den Echo, Berlin

Groove Magazine Reader Polls
- 1995: DJ National: 2. Platz
- 1996: DJ National: 2. Platz
- 1997: DJ National: 2. Platz
- 1997: Label National: 1. Platz
- 1998: DJ National: 2. Platz
- 1998: Label National: 2. Platz
- 1999: National: 2. Platz
- 1999: Label National: 3. Platz
- 2000: DJ National: 3. Platz
- 2000: Label National: 3. Platz
- 2001: National: 2. Platz
- 2001: Label National: 1. Platz
- 2002: National: 2. Platz
- 2002: Label National: 2. Platz
- 2003: National: 3. Platz
- 2003: Label National: 4. Platz
- 2004: National: 3. Platz
- 2004: Label National: 3. Platz

Spex Magazine Reader and Editors’ polls
- 1999: Year in Review 1998, Editors’ Picks for Best Album: 43. Platz: DJ Hell: Munich Machine
- 2001: Year in Review 2000 Reader Polls for Best DJ: 2. Platz: DJ Hell
- 2002: Year in Review 2001, Reader Polls for Best DJ: 2. Platz: DJ Hell
- S2003: Year in Review 2002, Reader Polls for Best DJ: 2. Platz: DJ Hell
- 2004: Year in Review 2003, Reader Polls for Best Song: 26. Platz: Hell Feat. Erlend Øye: Keep on Waiting
- 2004: Year in Review 2003, Reader Polls for Best album: 36. Platz: Hell: NY Muscle
- 2004: Year in Review 2003, Reader Polls for Best DJ: 2. Platz: Hell
- 2005: Year in Review 2004, Reader Polls for Best DJ: 2. Platz: DJ Hell
- 2006: Year in Review 2005, Reader Polls for Best DJ: 2. Platz: DJ Hell
- 2007: Year in Review 2006, Reader Polls for Best DJ: 2. Platz: DJ Hell
- 2010: Year in Review 2009, Editors’ Picks for Best Album: 35. Platz: Hell: Teufelswerk
- 2010: Year in Review 2009, Reader Polls for Best Album: 37. Platz: Hell: Teufelswerk
- 2010: Reader Polls Best Song: 26. Platz: Hell: Electronic Germany